# LGBT práva ve Wyomingu

Duhová mapa Wyomingu

Lesby, gayové, bisexuálové a translidé (LGBT) se v americkém státě Wyoming setkávají s právními obtížemi neznámými pro většinové obyvatelstvo. Stejnopohlavní sexuální styk je ve Wyomingu legální.

## Zákony týkající se stejnopohlavní sexuální aktivity
Wyoming je jediný americký stát, ve kterém nejsou známy žádné případy aktivního vymáhání zákonů proti sodomii.
Wyoming dekriminalizoval konsensuální sodomii v únoru 1977. Legální věk způsobilosti k pohlavnímu styku je pro obě orientace stanoven na 18 let.

## Stejnopohlavní svazky

### Manželství
Wyoming legalizoval stejnopohlavní manželství 21. října 2014 následujíc rozhodnutí federálního soudu, že zákaz stejnopohlavního manželství je neústavní. Předtím Wyoming uznával stejnopohlavní svazky pouze pro účely rozvodu. Stejnopohlavní manželství zakázal v r. 1977, přičemž tento zákaz ještě zpřísnil v r. 2003.
Wyomingský guvernér Matt Mead řekl, že stát bude pokračovat v prosazování zákazu navzdory potvrzení Nejvyššího soudu USA z 6. října 2014 o závaznosti precedentu rozhodnutí místního odvolacího soudu, který potvrdil neústavnost zákazu stejnopohlavního manželství. V kauze Guzzo vs. Mead rozhodl americký distriktní soudce Scott Skavdahl ve prospěch navrhovatele, čímž 17. října potvrdil nepřípustnost zákazu stejnopohlavního manželství. Rozhodnutí nabylo účinnosti k 21. říjnu, když se státní aparát rozhodl neodvolat proti jeho rozhodnutí.

### Registrované partnerství
14. listopadu 2013 předložili zdejší zákonodárci návrh zákona o registrovaném partnerství, který byl stejnopohlavním párům poskytnul stejná práva a povinnosti, jakož i ochranu a benefity, které stát Wyoming poskytuje členům rodiny. Zákonodárci podporující stejnopohlavní manželství tento zákon považovali za legislativní taktiku jiné alternativy. Guvernér Matt Mead vyjádřil registrovanému partnerství podporu. 28. ledna byl návrh zákona o registrovaném partnerství přijat komisí v poměru hlasů 7:2. 30. ledna 2013 návrh místní zákonodárci odmítli v poměru hlasů 24:35.

## Ochrana před diskriminací

Mapa wyomingských okresů a měst, které mají sexuální orientaci a/nebo genderovou identitu zahrnuty ve vyhláškách proti diskriminaci na pracovišti
Sexuální orientace a genderová identita se týkají pouze zaměstnání ve veřejném sektoru
Sexuální orientace je zahrnutá do veřejného sektoru

Stát nemá žádné zákony trestající diskriminaci jiných sexuálních orientací a genderových identit. 31. ledna 2011 byl místními zákonodárci takový návrh zákona odmítnut. Podobný návrh zákona odmítnul taktéž senát v poměru hlasů 15:13. Ve městě Laramie však platí podpůrná anti-diskriminační vyhláška, která zakazuje diskriminaci jiných sexuálních orientací nebo genderových identit.
Na začátku legislativního zasedání v r. 2015 vznikla obchodní koalice Compete Wyoming, jejímž účelem bylo přijetí LGBT anti-diskriminační legislativy. 3. února 2015 přijala senátní komise návrh zákona proti homofobní a transfobní diskriminaci v poměru hlasů 6:1. Návrh tohoto zákona obsahující náboženské výjimky na rozdíl od ostatních návrhů podobného typu, které v předchozích legislativních shromážděních neprošly. 10. února přijal návrh senát v poměru hlasů 24:6. 20. února byl návrh schválen Komisí pro domácí práce, veřejné zdraví a sociální služby v poměru hlasů 6:2. 24. února 2015 byl návrh odmítnut Dolní komorou v poměru hlasů 26:33.

## Zákony proti zločinům z nenávisti
Wyoming nemá žádné zákony proti zločinům z nenávisti. V r. 1999 se po vraždě Matthewa Sheparda v blízkosti města Laramie stala taková legislativa předmětem ostrých politických debat. Navrhovatelé takové legislativy touto kauzou často argumentují.